# Перфорација
Перфорација  је израз који се углавном користи у медицинској пракси  и машинству. Израз перфорација потиче од новолатинске речи perforatio и значи бушење.Према дефиницији перфорација; у медицини означава проваљивање шупљих органа или вена услед обољења а у машинству посебним машинама проваљивање коже, платна, посуда, металних лимова, папира и сл. 

## Неки облици перфорације у медицини
На пример, изразом перфорација у медицини се  означава пробијање желуца услед велико оштећења његовог зида улцерозном променом - чир у желуцу, 
Код слепог црева уколико се упала не лечи може доћи до перфорације (пуцања) слепог црева па се гнојни садржаји даље шире по трбуху и доводи до упале трбушне марамице. 
У оториноларингологији једна од честих перфорација је пробијање бубне опне након акутне или хроничне упале средњег ува или катара Еустахијеве тубе. Оториноларингологија познаје и појам перфорација септума, односно перфорацију носне преграде изазвану дефектом носне хрскавице.

## Разлика између перфорације и руптуре у медицини
Израз „перфорација” у медицини (пример Перфорација носне преграде) не треба мешати са изразом „руптура”, јер перфорација означава пробијање ткива шупљих органа услед његове ресорпције болешћу, а руптура пробијање ткива шупљих органа изазвана дејством механичке силе - трауме.
Једино се у хирургији појам перфорација чешће употребљава употребљава  него израза руптура, након вештачког (трауматског)  артефакта  или отварања шупљина у телу, током хируршког захвата.

## Неки облици перфорације у машинству
У машинству израз  „перфорациона машина” означава апарат за зупчање (прављење рупица, бушење) хартије, или поштанских маркица. Филателисти знају да је зупчање или перфорација ситно пробадање у одређеној величини и распореду на поштанским маркама. Тако се поштанске марке са лакоћом одвајају и цепају једна од друге а при том се не оштећују при даљем руковању.
„Зумбалица” или „зумба” такође је један од машинских апарата за перфорацију који се користи у ташнарству, опанчарству, индустрији обуће и текстила за украшавање или прављење отвора на предметима од коже, скаја или платна.
У филмској индустрији перфорација се користи за пробијање филмске траке, по њеном ободу како би се иста могла користити за мотање у фотоапаратима, камерама и кинопројекторима.

## Неки облици примене перфорације у информатици
У информатици перфорација се користила за машинско очитавање бушених картица. 